# Lepidopyga
Lepidopyga é um género de beija-flor da família Trochilidae.
Este género contém as seguintes espécies:
- Lepidopyga coeruleogularis (Gould, 1851)
- Lepidopyga goudoti (Bourcier, 1843)
- Lepidopyga lilliae Stone, 1917